# Всемирная федерация профсоюзов

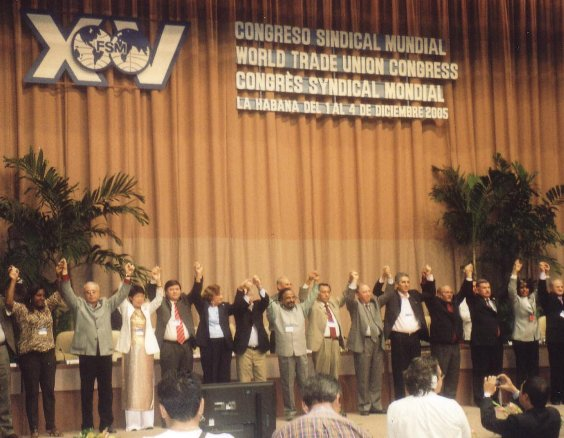
16-й конгресс ВФП,
Гавана, Куба (декабрь 2005)

Всемирная федерация профсоюзов, ВФП (англ. World Federation of Trade Unions, WFTU) — международная профсоюзная организация, созданная после окончания Второй мировой войны и включавшая профсоюзы, связанные с коммунистическими партиями. На 2011 год насчитывала 78 миллионов человек, объединённых в 210 профобъединений из 105 стран.
В репортаже «Правды» о первой Встрече международных демократических организаций 7-8 мая 2015 года сообщалось, что ВФП насчитывает свыше 50 организаций в 120 странах, общая численность которых свыше 90 млн человек.

## История
ВФП была создана на 1-й учредительной конференции в Париже 3 октября 1945 года. Находилось под влиянием Советского Союза. На момент своего основания объединяла практически все существующие национальные профсоюзные организации. Дискуссия о поддержке «Плана Маршалла» и другим вопросам привела к выходу в 1949 году из Федерации нескольких национальных профсоюзных объединений, сформировавших Международную конфедерацию свободных профсоюзов (МКСП). В составе ВФП остались, в основном, профцентры стран Советского блока. Из профсоюзов капиталистических стран в Федерации остались Всеобщая конфедерация труда (ВКТ, Франция), Итальянская всеобщая конфедерация труда (ИВКТ) и другие. Национальные профцентры Югославии и Китая вышли из ВФП после разрыва их правительств и правящих партий с Советским Союзом.
После распада советского блока многие профсоюзы, появившиеся в бывших социалистических странах, присоединялись к МКСП. Кроме того, из ВФП в середине 1990-х годов вышли французская и итальянская профсоюзные конфедерации — ВКТ и ИВКТ. Однако впоследствии некоторые профсоюзы в составе ВКТ вернули связи с ВФП. Проведение конгресса ВФП в Гаване в 2005 году ознаменовало преодоление ряда кризисных явлений. Было избрано новое руководство во главе с генсеком Георгисом Маврикосом из греческого профобъединения ПАМЕ и Компартии Греции; в 2006 году штаб-квартира организации была перенесена из Праги в Афины.
XVII Всемирный конгресс профсоюзов должен пройти в Дурбане (ЮАР) 5-8 октября 2016 (Правда, 24.03.2016).
XVIII конгресс прошел в Риме в начале мая 2022, на нем Георгиос Маврикос перешел на должность почетного президента ВФП и президента Международного рабочего института, созданного при ВФП в том же году, а в должности генерального секретаря его сменил Памбис Кирицис (Кипр). На момент конгресса ВФП объединяла 105 млн. трудящихся в 133 странах (в 2011 - 78 млн. из 105 стран) (Правда, 16-19.02.2024)

## Аффилированные профсоюзы
| Страна         | Название                                                                           | На языке оригинала                                     |
| -------------- | ---------------------------------------------------------------------------------- | ------------------------------------------------------ |
| КНДР           | Всеобщая федерация профсоюзов Кореи                                                | 조선직업총동맹                                         |
| Греция         | Общерабочий боевой фронт                                                           | Πανεργατικό Αγωνιστικό Μέτωπο                          |
| Италия         | Основной союз профсоюзов                                                           | Unione Sindacale di Base                               |
| Бангладеш      | Бангладешский профсоюзный центр                                                    | বাংলাদেশ ট্রেড ইউনিয়ন কেন্দ্র                                    |
| Вьетнам        | Всеобщая конфедерация труда Вьетнама                                               | Tổng Liên đoàn Lao động Việt Nam                       |
| Турция         | Конфедерация революционных профсоюзов Турции                                       | Türkiye Devrimci İşçi Sendikaları Konfederasyonu       |
| Великобритания | Национальный профсоюз работников железнодорожного, морского и наземного транспорта | National Union of Rail, Maritime and Transport Workers |
| ЮАР            | Конгресс южноафриканских профсоюзов                                                | Congress of South African Trade Unions                 |
| Боливия        | Боливийский рабочий центр                                                          | Central Obrera Boliviana                               |
| Куба           | Профсоюзный центр трудящихся Кубы                                                  | Central de Trabajadores de Cuba                        |
| Палестина      | Всеобщий союз рабочих Палестины                                                    |                                                        |
| Перу           | Всеобщая конфедерация трудящихся Перу                                              | Confederación General de Trabajadores del Perú         |
| Сирия          | Всеобщая федерация профсоюзов                                                      |                                                        |
| Индия          | Всеиндийский профсоюзный конгресс                                                  | All India Trade Union Congress                         |
| Индия          | Центр индийских профсоюзов                                                         | Centre of Indian Trade Unions                          |
| Индия          | Всеиндийский центральный совет профсоюзов                                          | All India Central Council of Trade Unions              |
| Испания        | Интерсиндикал - Каталонская конфедерация профсоюзов                                | Intersindical-Confederación Sindical Catalana          |
| Испания        | Координация профсоюзов рабочих                                                     | Coordinadora Obrera Sindical                           |
| Испания        | Координация классового профсоюза                                                   | Coordinadora Sindical de Clase                         |
| Испания        | Профсоюзный фронт трудящихся Канарских Островов                                    | Frente Sindical Obrero de Canarias                     |
| Испания        | Межпрофсоюзная конфедерация Галии                                                  | Confederación Intersindical Galega                     |
| Испания        | Националистический рабочие комитеты                                                | Langile Abertzaleen Batzordeak                         |
| Иран           | Рабочий дом                                                                        | خانه کارگر                                             |
| Бразилия       | Классовое единение                                                                 | Unidade Classista                                      |
| Бразилия       | Центр трудящихся Бразилии                                                          | Central dos Trabalhadores e Trabalhadoras do Brasil    |
| Сербия         | Объединенные профсоюзы Сербии «Слога»                                              | Удружени синдикати Србије „Слога”                      |
| Китай          | Всекитайская федерация профсоюзов                                                  | 中華全國總工會                                         |
| Монако         | Союз профсоюзов Монако                                                             | Union des Syndicats de Monaco                          |
| Франция        | Национальная федерация химической промышленности                                   | Fédération nationale des industries chimiques          |
| Франция        | Национальная федерация агропродовольственного и лесного хозяйства                  | Fédération nationale agroalimentaire et forestière     |
| Россия         | Союз профсоюзов России                                                             | Союз профсоюзов России                                 |
| Индонезия      | Альянс профсоюзов Конгресса Индонезии                                              | Kongres Aliansi Serikat Buruh Indonesia                |

Так же с 1949 года на базе ВФП создаются автономные международные объединения профсоюзов (МОПы) (англ. Trade Unions International). На 1988 год действовали МОПы 11 отраслей промышленности, включая металлургической, текстильной, химической и пищевой промышленности. 

## Генеральные секретари ВФП
- Шевенель, Вальтер (1931–1945)
- Сайян, Луи (1945–1969)
- Жансус, Пьер (1969–1978)
- Пасторино Вискарди, Энрике (1978–1982)
- Ибрагим Закария (1982–1990)
- Александр Шариков (1990–2005)
- Георгис Маврикос (2005–2022)
- Памбис Кирицис (2022–...)

## Председатели ВФП
- Ди Витторио, Джузеппе
- Битосси, Ренато
- Ситрин, Уолтер

## ВФП в филателии

Почтовые марки СССР
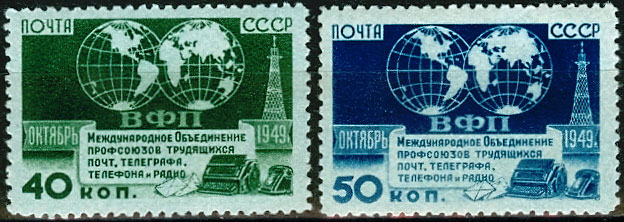
Почтовая марка, 1950 год
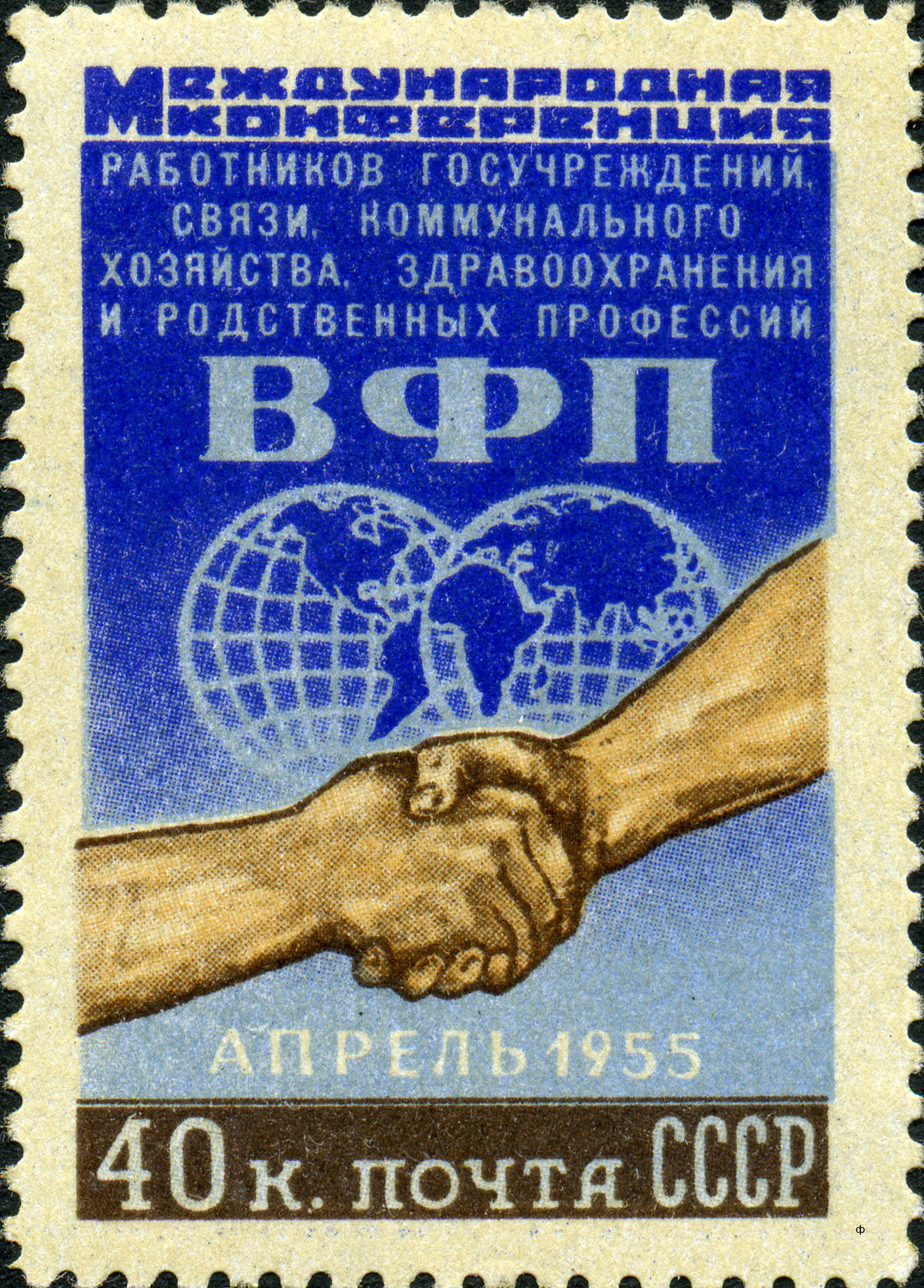
Почтовая марка, 1955 год
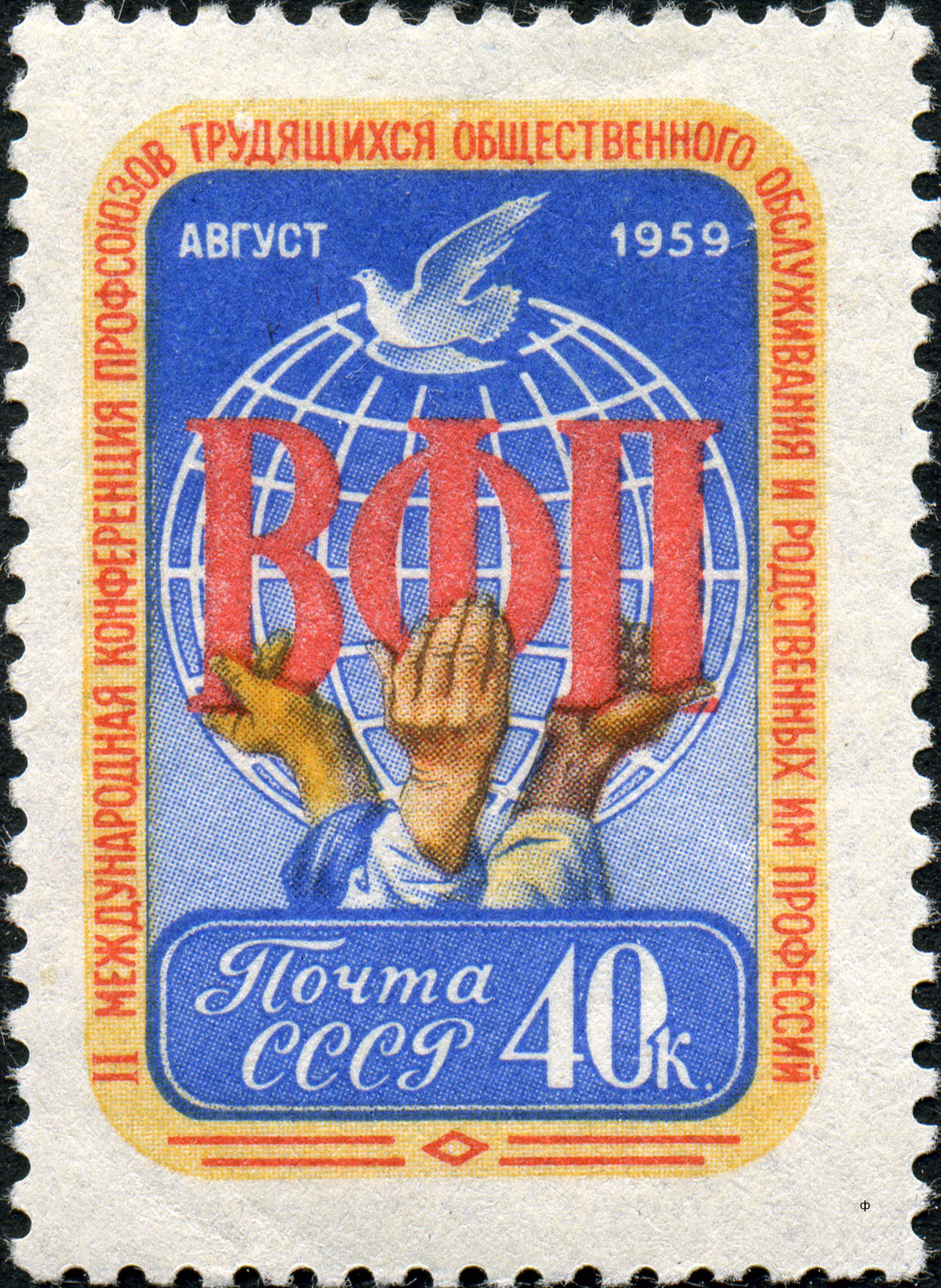
Почтовая марка, 1959 год
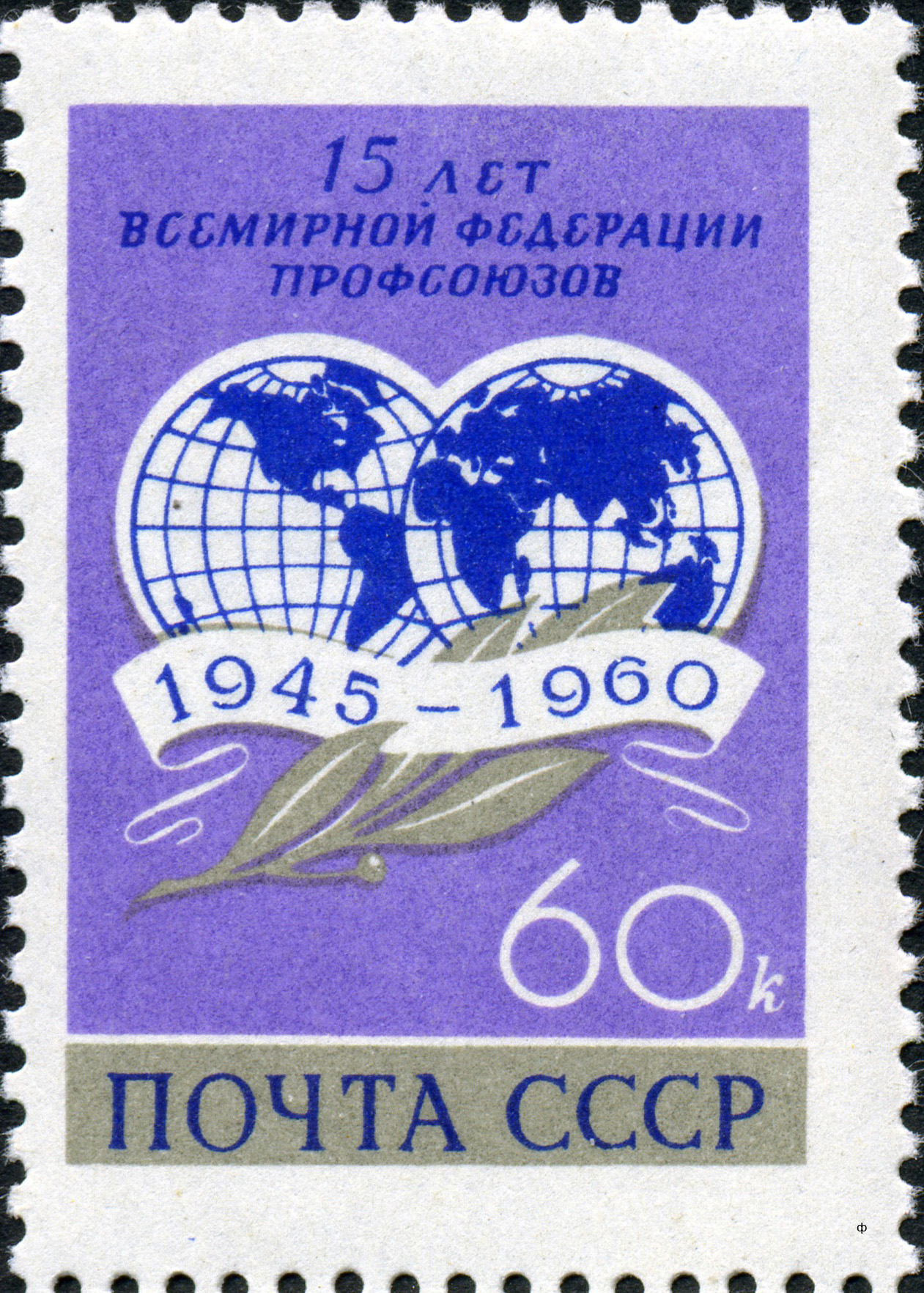
Почтовая марка, 1960 год
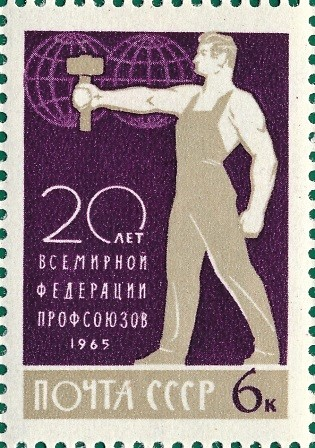
Почтовая марка, 1965 год